# Georg von Lalaing
Georg von Lalaing, auch George de Lalaing (* 1536 in Hoogstraten, heute Provinz Antwerpen, Belgien; † 23. Juli 1581 in Groningen, Niederlande), Baron (später Graf) de Ville, 4. Graf von Hoogstraten, ab 1577 Graf von Rennenberg und Graf zu Salm, war im Achtzigjährigen Freiheitskrieg oranischer Statthalter der Provinzen Friesland, Groningen, Drenthe und Overijssel im Nordosten der Niederlande.

## Leben
Lalaing entstammte einem alten Geschlecht aus der Grafschaft Hennegau und war der Sohn des Philip de Lalaing (1510–1555), 2. Graf von Hoogstraten, kaiserlicher Statthalter im Herzogtum Geldern und Ritter des Ordens vom Goldenen Vlies, und der Anna von Rennenberg (* um 1521).
Lalaing schloss sich 1576 der Nationalen Bewegung unter Wilhelm von Oranien an, allerdings ohne dem Katholizismus abzuschwören. Wilhelm I. ernannte ihn daraufhin zum Statthalter aller nordöstlichen Provinzen.
Erst in der Nacht zum 3. März 1580 wechselte Lalaing ins katholische Lager des spanischen Königs Philipp II., wodurch Spanien erheblich an Einfluss zurückgewann. Dies ist in der niederländischen Geschichtsschreibung als „Verraad van Rennenberg“ bekannt. Lalaing bezog Stellung in der befestigten Stadt Groningen, starb aber im Jahr darauf. In Folge dieses Verrats konnte sich die Stadt Groningen noch bis 1594 als katholisches Bollwerk im Norden der Niederlande halten, ehe sie von den Truppen unter Führung von Wilhelm Ludwig von Nassau und Moritz von Oranien belagert und eingenommen wurde. Mit der Rückgewinnung von Groningen gelang den Aufständischen ein entscheidender Sieg gegen Spanien. 